# 풍기 사무엘
풍기 사무엘(2001년 3월 12일 ~ )은 앙골라 출신의 전직 축구 선수로 포지션은 수비수였으며 현재 헬스 트레이너로 활동하고 있다.

## 유소년 시절
2001년 3월 12일 앙골라의 수도 루안다에서 태어나 2007년 6살의 나이에 가족들과 함께 대한민국으로 이주를 한 뒤 초등학교 5학년 때인 2012년부터 축구에 흥미를 느껴 지역 유소년 클럽팀인 평택 유나이티드의 김의수 감독을 만나 직접 자원하였고 이 팀에서 취미로 축구를 배우다 평택 청담중학교 진학 후 본격적으로 축구를 시작했다.
이후 평택 청담고등학교 1학년 당시 경남 FC 산하 유소년팀인 진주고등학교 입단테스트를 거쳐 진학했지만 본가가 있는 평택에서 상당히 멀리 떨어져 있었기에 생활하는데 어려움을 겪으면서 결국 2019년 평택으로 복귀했고 복귀 후 청담고등학교 선수들로 구성된 청담 FC U-18팀의 주장으로 활동하면서 뛰어난 운동 신경과 피지컬적인 면을 선보이며 청소년 시절부터 국내 축구팬들의 주목을 받았다.

## 클럽 경력

### 포항 스틸러스
2020년 12월 4일 포항 스틸러스에 자유 계약 선수로 입단했지만 외국인 쿼터를 한자리도 차지하지 못했고 결국 2022 시즌을 앞두고 경기를 소화할 수 있는 팀을 찾기 위해 상호 합의하에 포항과의 계약을 해지했다.

### 파주시민축구단
2022년 1월 12일 K3리그의 파주시민축구단과의 계약을 체결했고 포항 연습생 시절 코로나19 범유행의 여파로 예정이 되어 있던 귀화 절차가 연기되면서 2022 시즌에도 정식 선수 등록 및 출장 여부가 불투명해졌고 결국 파주 측에서 임대 영입을 추진하기도 했지만 리그에 정식으로 등록되어 있지 않았기 때문에 결국 상호 합의하에 포항과의 계약을 해지한 뒤 파주에 외국인 선수로 정식 등록되는 방향으로 선회했으며 귀화 절차가 완료되기 전까지는 외국인 쿼터로 활동하게 되었다.

## 근황
2024년 2월 무렵부터 축구 선수 생활을 마감한 후 본가가 있는 평택에서 헬스 트레이너로 활동하고 있다.